# Jeonbuk Hyundai Motors Football Club
El Jeonbuk Hyundai Motors FC (del coreano: 전북 현대 모터스 FC) es un club de fútbol surcoreano de Jeonju, Jeolla del Norte. Fue fundado en 1994 por Hyundai Motors, el propietario y principal patrocinador del club. El equipo disputa sus partidos como local en el Estadio Mundialista de Jeonju, con capacidad para más de 40 000 espectadores, y juega en la K League 1, la primera división surcoreana. El verde es el color tradicional del club, que lo adoptó por la provincia de Jeolla del Norte.
El Jeonbuk comenzó a ganar títulos a partir de la década de 2000 y desde entonces ha sido uno de los clubes más exitosos de su país, con nueve  ligas (2009, 2011, 2014, 2015, 2017, 2018, 2019, 2020, 2021) y 5 copas surcoreanas (2000, 2003, 2005, 2020 y 2022). A nivel internacional, se proclamó campeón de la Liga de Campeones de la AFC en su edición de 2006 y 2016 y fue finalista en 2011, convirtiéndose en el primer equipo del este de Asia en lograr la Liga de Campeones de la AFC en el nuevo formato introducido en 2003.

## Historia
Los orígenes del Jeonbuk Hyundai se encuentran en un equipo anterior. A comienzos de 1994, la Liga de Fútbol de Corea del Sur (K League) otorgó una franquicia de expansión para la ciudad de Jeonju, "Chonbuk Buffalo". Compitió durante todo el año y terminó en última posición con un récord de tres victorias, cinco empates y veintidós derrotas. Al mal rendimiento deportivo se sumaron los problemas económicos que siempre sufrió, y que motivaron su desaparición cuando la temporada terminó.
Para evitar que Jeonju se quedase sin fútbol, la empresa de automóviles Hyundai Motor Company (controlada por el grupo Hyundai) compró la plaza, asumió la plantilla anterior y el 12 de diciembre de 1994 fundó una nueva entidad, "Chonbuk Dinos". Mantuvo ese nombre hasta 2000, cuando pasó al actual.
En sus primeros años de vida, el nuevo equipo se conformó con posiciones intermedias en la clasificación. Su suerte cambió en el año 2000, cuando consiguió su primer título: una Korean FA Cup contra el Seongnam Ilhwa Chunma. Repitió la gesta en 2003 (ante Chunnam Dragons) y en 2005 (frente al Ulsan Hyundai Mipo Dolphin).
Jeonbuk Hyundai se convirtió en un serio competidor a partir de 2005, cuando contrató para entrenador a Choi Kang-hee, quien ya tenía experiencia como asistente del seleccionador surcoreano. En su primer año al frente ganó la Liga de Campeones de la AFC 2006 frente al Al Karamah sirio en una final a doble partido: los surcoreanos vencieron por 2:0 en la ida y a pesar de caer fuera por 2:1, la ventaja de goles les fue favorable. En 2009 logró el primer título de la K League de su historia, pues fue campeón de la temporada regular y en el play-off por el título derrotó al Ilhwa Chunma (1:3). En ese sentido destacó el papel del delantero Lee Dong-gook, que fue máximo goleador y premiado "jugador más valioso" (MVP) del curso. Al año siguiente finalizaron terceros.
En 2011 logró su segunda liga, de nuevo como campeón en la fase regular. Su rival en la final fue el Ulsan Hyundai, al que venció en los dos partidos (1:2 y 2:1). Lee Dong-gook fue el máximo goleador de la plantilla y de nuevo fue premiado con el MVP, mientras que en el once ideal del torneo también figuraron tres defensas (Park Won-jae, Cho Sung-hwan y Choi Chul-soon) y el mediocentro brasileño Eninho. Esa misma temporada el club disputó la Liga de Campeones de la AFC 2011 y llegó hasta la final contra el Al-Sadd Sports Club de Catar. Pese a jugarla en su propia casa, empató 2:2 y se quedó sin título en la tanda de penaltis (2:4). Poco después, Choi Kang-hee abandonó el banquillo para convertirse en el seleccionador nacional de Corea del Sur.
El Jeonbuk Hyundai Motors terminó segundo en la temporada 2012 y al año siguiente fue tercero.

## Uniforme
- Uniforme titular: Camiseta verde, pantalón azul marino, medias verdes.
- Uniforme alternativo: Camiseta azul marino, pantalón blanco, medias azul marino.

## Estadio
Jeonbuk Hyundai Motors juega de local en el Estadio Mundialista de Jeonju, a las afueras de la ciudad. Su césped es natural y tiene un aforo de 43.348 espectadores. Se construyó específicamente para albergar partidos de fútbol, por lo que las gradas están cerca del terreno de juego. Dispone de un techo que cubre parte de las localidades. En los aledaños hay también un pequeño estadio de atletismo que sirve como campo de entrenamiento.
Fue una de las sedes de la Copa Mundial de Fútbol de 2002 y, tras tres años de obras, se inauguró el 8 de noviembre de 2001. Durante el evento albergó tres partidos: un España-Paraguay (3:1) y un Portugal-Polonia (4:0) de la fase de grupos, y un México-Estados Unidos (0:2) de octavos de final. Cuando terminó, el equipo de Jeonbuk pudo trasladarse al recinto.
Desde 1995 hasta 2001 jugó en el Estadio de Jeonju, con capacidad para 30.000 espectadores y que puede albergar tanto partidos de fútbol como competiciones de atletismo, pues dispone de pista alrededor del terreno de juego. Después de que Jeonbuk se marchase, alberga pruebas a nivel local y también fue el estadio de un club de las categorías inferiores, el Jeonju Ongoeul, hasta su desaparición en 2010.

## Datos del club

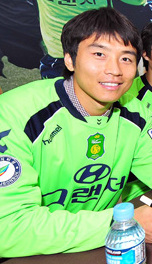
Lee Dong-gook ganó dos premios a jugador más valioso (MVP) de la liga con Jeonbuk Hyundai Motors.

- Temporadas en K League 1: 20

Debut: Temporada 1995
Mejor posición: 1º (Nueve ocasiones, la última en la temporada 2021)
Peor posición: 12º (temporada 2005)
Descensos: Ninguno
- Participaciones en la Liga de Campeones de la AFC: 14

Mejor posición: Campeón (temporada 2006 y temporada 2016)
- Participaciones en la Copa Mundial de Clubes de la FIFA: 2

Mejor posición: Cuartos de final (temporada 2006 y temporada 2016)
- Participaciones en la Recopa de la AFC: 1

Mejor posición: Subcampeón (temporada 2001-02)

### Denominaciones
- 1995 a 1996: Chonbuk Dinos (전북 다이노스)
- 1997 a 2000: Chonbuk Hyundai Dinos (전북 현대 다이노스)
- 2000 a 2005: Chonbuk Hyundai Motors (전북 현대 모터스)
- Desde 2005: Jeonbuk Hyundai Motors (전북 현대 모터스)

## Palmarés

### Torneos nacionales (15)
- K League 1 (9): 2009, 2011, 2014, 2015, 2017, 2018, 2019, 2020, 2021

Subcampeón de la K League Classic (2): 2012, 2016.
- Korean FA Cup (5): 2000, 2003, 2005, 2020, 2022.

Subcampeón de la Korean FA Cup (2): 1999, 2013.
- Subcampeón de la Copa de la Liga (1): 2010.
- Supercopa de Corea (1): 2004.
- Subcampeón de la Supercopa de Corea (2): 2001, 2006.

### Torneos internacionales
- Liga de Campeones de la AFC (2): 2006, 2016
- Subcampeón de la Liga de Campeones de la AFC (1): 2011
- Subcampeón de la Recopa de la AFC (1): 2002